# Rusu Masakege
Rusu Masakage (留守 政景?; 1549 – 28 febbraio 1607) è stato un samurai giapponese del periodo Sengoku, servitore del clan Date.
Masagake, conosciuto inizialmente come Rokurō, era figlio di Date Harumune e quindi zio del famoso Date Masamune. 
Fu adottato da Rusu Akimune, capo del clan Rusu, che governava il distretto di Miyagi nella provincia di Mutsu. Nel 1568 sposò la figlia di Kurokawa Sama-no-Kami Haruuji, signore del distretto di Kurokawa (successivamente conosciuto come Aizu). Masakage contribuì notevolmente alla difesa del clan Date dai numerosi oppositori. Fu anche coinvolto in una disputa per la successione. Era molto vicino a Masamune, di cui era uno dei più stretti subordinati, aiutandolo nelle numerose vittorie. Durante la campagna di Sekigahara (1600) Masakage guidò i rinforzi Date a supporto del clan Mogami nella provincia di Dewa che era sotto attacco del clan Uesugi, scontrandosi con Naoe Kanetsugu durante l'assedio di Hasedō.
Ricevette successivamente un reddito di 20.000 koku.